# HMCS Dunver
HMCS Dunver (K03) – kanadyjska fregata z okresu II wojny światowej, jedna ze 135 zbudowanych jednostek typu River. Okręt został zwodowany 10 listopada 1942 roku w stoczni Morton Engineering and Dry Dock Company w Québec jako „Verdun”, a do służby w Royal Canadian Navy wszedł 11 września 1943 roku, już jako „Dunver”, z numerem burtowym K03. Podczas działań wojennych HMCS „Dunver” uczestniczył w eskorcie 22 konwojów. Jednostka została wycofana ze służby 23 stycznia 1946 roku i sprzedana w roku następnym, a jej kadłub został zatopiony jako falochron w 1948 roku u brzegów wyspy Vancouver.

## Projekt i budowa
Projekt okrętu powstał na skutek konieczności budowy jednostek eskortowych przeznaczonych do ochrony konwojów o lepszych parametrach od korwet typu Flower, budowanych masowo w początkowym okresie II wojny światowej. Bazując na rozwiązaniach konstrukcyjnych tych ostatnich, inżynier William Reed zaprojektował jednostki znacznie dłuższe, szersze, wyposażone w siłownię o większej mocy z dwiema śrubami (lecz nadal była to maszyna parowa, znacznie tańsza od nowocześniejszych turbin parowych), co w konsekwencji spowodowało wzrost zasięgu, dzielności morskiej, prędkości i ilości przenoszonego uzbrojenia. Wykorzystanie cywilnych metod budowy i podzespołów dało możliwość masowej i taniej produkcji okrętów nawet w małych stoczniach, w wyniku czego powstało aż 135 fregat typu River. Nowy typ jednostki zwalczania okrętów podwodnych był pierwszym, który został sklasyfikowany jako fregata.
HMCS „Dunver” zbudowany został w stoczni Morton Engineering and Dry Dock Company w Québec. Stępkę okrętu pod nazwą „Verdun” (pochodzącą od kanadyjskiego miasta) położono 5 maja 1942 roku, a zwodowany został 10 listopada 1942 roku .

## Dane taktyczno-techniczne
Okręt był oceaniczną fregatą, przeznaczoną głównie do zwalczania okrętów podwodnych. Długość całkowita wynosiła 91,8 metra (86,3 metra między pionami), szerokość 11,2 metra i zanurzenie maksymalne 3,89 metra . Wyporność standardowa wynosiła pomiędzy 1310 a 1460 ton, a pełna 1920–2180 ton . Okręt napędzany był przez dwie maszyny parowe potrójnego rozprężania o łącznej mocy 5500 KM, do których parę dostarczały dwa trójwalczakowe kotły Admiralicji . Dwuśrubowy układ napędowy pozwalał osiągnąć prędkość 20 węzłów . Okręt zabierał maksymalnie zapas 646 ton mazutu, co zapewniało zasięg wynoszący 7200 Mm przy prędkości 12 węzłów (lub 5400 Mm przy prędkości 15 węzłów) .
Uzbrojenie artyleryjskie jednostki składało się z dwóch pojedynczych dział uniwersalnych kal. 102 mm (4 cale) QF HA Mark XIX L/40 . Uzbrojenie przeciwlotnicze składało się z 4–6 pojedynczych działek automatycznych Oerlikon kal. 20 mm Mark II/IV L/70 . Broń ZOP stanowiły: miotacz Hedgehog oraz osiem miotaczy i dwie zrzutnie bomb głębinowych (z łącznym zapasem do 150 bg) . Wyposażenie radioelektroniczne obejmowało radary Typ 271 lub 272, 291 oraz sonary .
Załoga okrętu składała się z 140 oficerów, podoficerów i marynarzy .

## Służba
Okręt wszedł do służby w Royal Canadian Navy 11 września 1943 roku, otrzymując nazwę „Dunver” i numer taktyczny K03. Podczas wojny jednostka uczestniczyła w eskorcie 22 konwojów: HX-268 (grudzień 1943 roku), ON-217 (grudzień 1943 roku – styczeń 1944 roku), HX-274 (styczeń), ON-222 (styczeń – luty), SC-153 (luty – marzec), ONS-31 (marzec), HX-285 (kwiecień), ON-233 (kwiecień – maj), HX-290 (maj), ON-238 (maj – czerwiec), HX-295 (czerwiec), ON-243 (lipiec), HX-300 (lipiec – sierpień), ON-248S (sierpień), HX-305 (sierpień – wrzesień), ON-255 (wrzesień – październik), HX-347 (marzec – kwiecień 1945 roku), HX-349 (kwiecień), HX-351, HX-352, HX-353 (kwiecień – maj), HX-357 (maj – czerwiec) .
W 1944 roku wzmocniono uzbrojenie przeciwlotnicze jednostki, instalując dodatkowe działka kal. 20 mm (od tego momentu fregata była uzbrojona w 10-12 działek Oerlikon kal. 20 mm Mark II/IV L/70 (sześć podwójnych lub cztery podwójne i dwa pojedyncze)  . W 1945 roku dokonano kolejnej modyfikacji uzbrojenia: zdemontowano dwa pojedyncze działa kal. 102 mm, instalując w zamian podwójny zestaw QF Mark XVI L/45 tego samego kalibru  .
Jednostka została wycofana ze służby 23 stycznia 1946 roku i następnie sprzedana 13 grudnia 1947 roku. Kadłub został zatopiony jako falochron w 1948 roku u brzegów wyspy Vancouver.